# Verzet in Bloemendaal
Verzet in Bloemendaal: Cees de Jong en zijn vrienden in de oorlog is een boek over de activiteiten van een groep Bloemendaalse jongemannen tijdens de Tweede Wereldoorlog. De auteurs, de oud-journalisten Charles Coster van Voorhout (1942-2016, NRC Handelsblad) en Hans Hoffmann (1934, Het Vrije Volk), deden jarenlang onderzoek naar de geschiedenis van de illegaliteit in Bloemendaal en omgeving. Hun studie steunt op gesprekken met tientallen oud-verzetslieden en op historische documenten, veelal afkomstig uit het persoonlijke archief van Cees de Jong (1919-2003). De Jong was een Bloemendaalse student die destijds de spil van het verzet was.
Een van de belangrijkste wapenfeiten van de Bloemendaalse verzetsgroep was het voorkomen van het opblazen van de elektriciteitscentrales van Amsterdam en Velsen en van de sluizen in IJmuiden, vlak voor de bevrijding in 1945. Cees de Jong en zijn vrienden waren van deze Duitse plannen op de hoogte. Zij slaagden erin de nazi’s op andere gedachten te brengen en een dreigende ramp, waarbij grote delen van West-Nederland zouden overstromen, af te wenden. Verzet in Bloemendaal vertelt het verhaal van smeergeld en omkoping en beschrijft gedetailleerd hoe de ondergrondse beweging zich onverschrokken verzette tegen een steeds agressievere bezetter.

## Inhoud

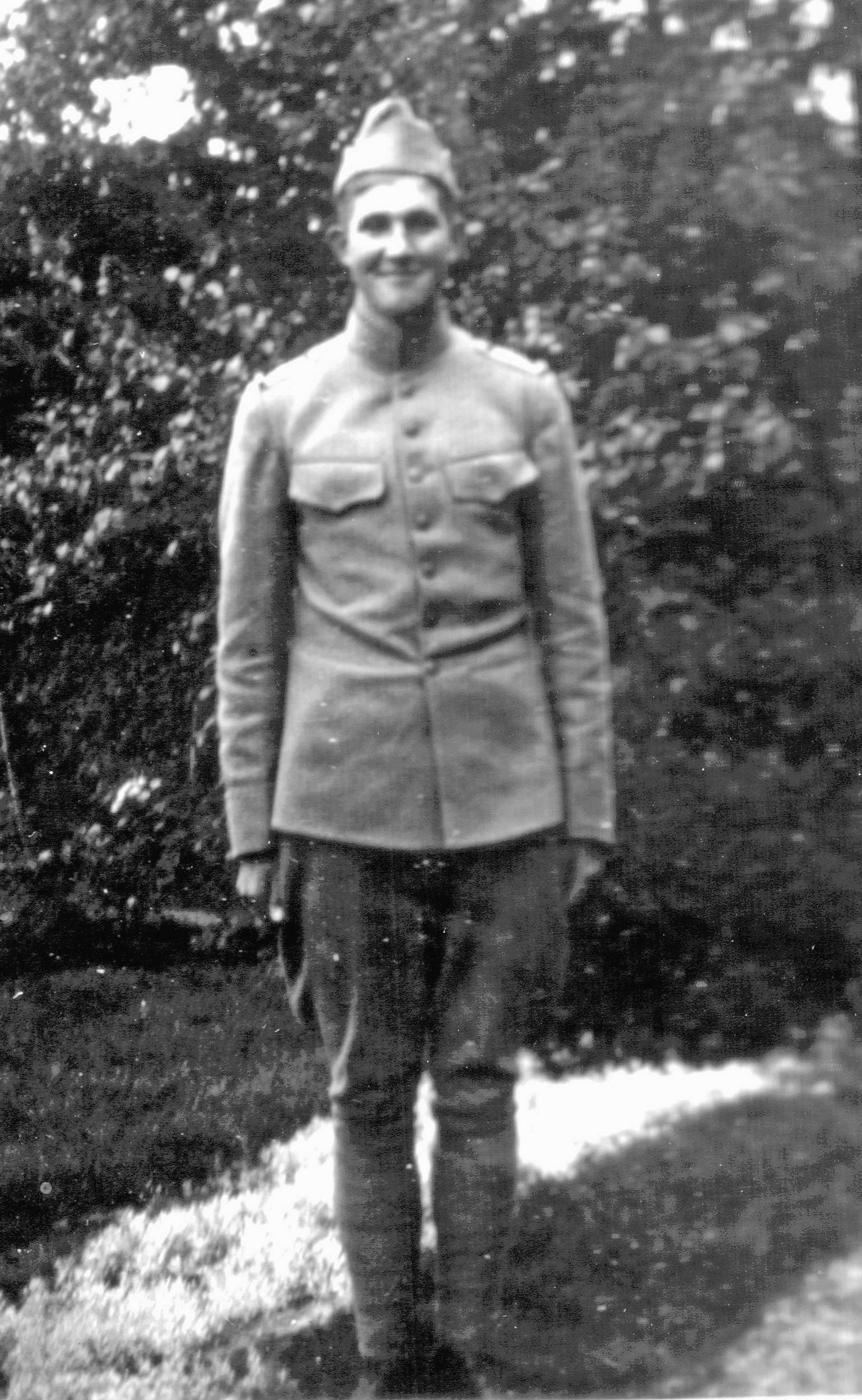
Cees de Jong als soldaat, najaar 1939

De jongemannen kenden elkaar uit het dorp, van de middelbare school, van de Amsterdamse Gemeente Universiteit, van het hockeyveld of, uiteindelijk, uit het verzet. Het was een vrijgevochten groep van een man of tien, die nogal eens op een overmoedige, aan branie grenzende manier opereerde. In verreweg de meeste verzetsacties gingen zij echter bloedserieus te werk.
Zo maakten ze illegale kranten, bekwaamden ze zich in het vervalsen van persoonsbewijzen, vergaarden zij inlichtingen over de vijand, hielpen ze Joden, onderduikers en vliegers aan een veilig adres, overvielen ze met wisselend succes distributiekantoren om aan bonkaarten te komen, pleegden ze sabotage en drongen zij met geweld de huizen van NSB’ers binnen om voedsel en zo mogelijk wapens te bemachtigen.

### Bloemendaal in de oorlog
Er waren relatief veel Duitsers gevestigd in de gemeente Bloemendaal. De royale aanwezigheid van grote gebouwen, ruime panden en villa’s in de dorpskernen Bloemendaal, Overveen, Aerdenhout en Vogelenzang vormde voor de Duitse staven en commando’s een riant werkterrein. Dat bracht veel burgerlijke contacten met zich mee, wat ‘de kans om de fout in te gaan’ aldus Cees de Jong vergrootte. Hij noemt Bloemendaal tijdens de oorlog ‘een broeinest van verkeerde elementen’ met het verzet als geduchte tegenstander.

### Verzetsdaden
Hoewel in de beginjaren slechts sporadisch iets van de Duitse bezetting te merken was, konden jongemannen vanaf 1943 niet meer zomaar in Bloemendaal rondlopen. Zij moesten beschikken over juiste papieren. Die valse papieren maakten de verzetsjongens zelf, bij Cees de Jong thuis.
De verzetsgroep drukte en verspreidde bovendien illegale bladen. Cees de Jong werd hoofdverspreider van Vrij Nederland in Bloemendaal. Later zou daar De Vrije Pers bij komen. Hij had klanten die op hun beurt distributiekanalen hadden.

### Verzetsnest Schapenduinen
De verzetsgroep verzamelde regelmatig in het ouderlijk huis van Kees en Wim Bierens de Haan aan de Brederodelaan 135 in Bloemendaal: landhuis Schapenduinen. Schapenduinen bleek door zijn ligging achter de bomen en door een doolhof van kamers, nissen en zolders een ideaal verzetsnest. De grillige indeling van het huis kwam het verzet ten goede. Van de kelder, waar het illegale blaadje Hier is de BBC werd gestencild, tot de zolder, waar ruimte was voor tal van onderduikers, stond de villa in het teken van de illegaliteit. Ook werden gedropte wapens op het landgoed verborgen. In het onbewoonde boswachtershuisje op het landgoed dat met matrassen geluiddicht was gemaakt, werd geluisterd naar Radio Oranje en de BBC.

### Ramp voorkomen
In augustus en september 1944 werden verschillende Franse en Belgische steden door de oprukkende geallieerde legers bevrijd. Ook voor veel Duitsers in Bloemendaal was dat aanleiding om op dinsdag 5 september, ‘Dolle Dinsdag’, verscheidene gebouwen te ontruimen en met een grote colonne tanks en legervoertuigen de wijk te nemen.
Een deel van hen bleef en ontving van hogerhand het bevel om, net als Hitler in Oost-Europa en Rusland had gedaan, de zogenaamde ‘tactiek van de verschroeide aarde’ toe te passen. De Jong en zijn vrienden waren verbonden aan het zogeheten Anti-Sprengkommando, een landelijke organisatie onder leiding van hooggeplaatste Nederlanders die was bedoeld als tegenwicht voor Duitse terreuracties. Met geld, goederen of gunstige vooruitzichten probeerde die organisatie leidinggevende Duitse militairen over te halen af te zien van hun plannen om bepaalde objecten op te blazen.
Zo kreeg de Bloemendaalse illegaliteit van hogerhand het verzoek een onderzoek in te stellen naar ‘de in Uw ressort verblijvende Sprengkommando’s (…)’. Het nazi-Sprengkommando in Bloemendaal zetelde in een villa aan de Rijperweg. Deze groep nazi’s had de opdracht ontvangen bij een geallieerde aanval de belangrijkste bruggen, sluizen, elektrische centrales en poldergemalen op te blazen. Dat zou betekenen dat Noordzeewater bij vloed het land zou binnenstromen, met grote overstromingen in westelijk Nederland tot gevolg. De Bloemendaalse verzetsgroep slaagde erin de Duitsers om te kopen en een nationale ramp te voorkomen.
Voor deze omkooppraktijken ontvingen De Jong en zijn verzetscollega’s geld van het Nationaal Steun Fonds (NSF). Het topsegment van het Steunfonds bestond uit een groep bankiers met aan het hoofd Walraven van Hall, ‘bankier van het verzet’, en zijn oudere broer Gijs, de latere burgemeester van Amsterdam.

### Bevrijding en nadagen oorlog
Op 8 mei 1945 werd Bloemendaal door de Canadese troepen bevrijd. De vreugde werd echter overschaduwd door een serie aangrijpende gebeurtenissen die zich in de duinen van Overveen afspeelde: het opsporen en identificeren van vermoorde verzetsstrijders. Uiteindelijk werden 422 slachtoffers gevonden. Een aantal werd begraven in de eigen woonplaats, maar een groot deel kreeg een laatste rustplaats op het ereveld in de Overveense duinen. Bovendien kwamen er op die begraafplaats in de loop der jaren voortdurend doden bij, verzetsmensen die van elders werden overgebracht. Op 9 december 1955 vond de laatste herbegrafenis plaats. Er lagen toen 372 mannen op het ereveld begraven en één vrouw: verzetsstrijdster Hannie Schaft (1920-1945).

### De ‘zwarte lijst’ van Cees de Jong
Cees de Jongs belangrijkste rol binnen het verzet was het verwerven van gedetailleerde informatie over NSB’ers, collaborateurs en ander ‘fout volk’. Hij slaagde hierin door als Hoofd Inlichtingen zijn uitgebreide netwerk aan de wenden. Daartoe behoorden niet alleen zijn vrienden uit het Bloemendaals verzet. De nog geen 25 jaar oude student economie had opvallend genoeg ook een groep oudere heren uit Bloemendaal rond zich verzameld. Dit ondergrondse comité van senioren, mannen die hun sporen in de maatschappij hadden verdiend, hielp hem bij het vergaren van gegevens en behoedde hem voor het maken van fouten.
De ‘zwarte lijst’ met namen van verdachte personen was tijdens de oorlog verborgen onder de vloer van een muurkast in De Jongs werkkamer. Het bleek na de bevrijding een waardevol en betrouwbaar document. Bij het arresteren van de verdachten werden daardoor weinig fouten gemaakt.
Van de ongeveer zeshonderd personen die op de zwarte lijst voorkwamen, werden er 350 à 400 aangehouden, onder wie de beruchte Aerdenhoutse miljonair Pieter Nicolaas Menten. Een vrij grote groep wier naam op de lijst stond was op of kort na Dolle Dinsdag naar Duitsland gevlucht. Tientallen van hen keerden later terug en konden alsnog worden opgepakt.

### Vriendengroep
De kern van het Bloemendaalse verzet bestond uit Kees Bierens de Haan, Wim Bierens de Haan, Rolf Voorhoeve, Dick Angenent, Wolter Klimbie, Arend Hijner, Wil Akkerman, John Boekhout, Fok Roosjen, Gerard Roorda van Eysinga, Bob Groen, Ton Wijnstroom en Cees de Jong. De jongemannen hadden elkaar grotendeels leren kennen op de middelbare school, het Kennemer Lyceum in Overveen waar ook Soldaat van Oranje Erik Hazelhoff Roelfzema en ‘bankier van het verzet’ Walraven van Hall onderwijs hadden genoten.

## Voorwoord Prins Bernhard
Prins Bernhard schreef het voorwoord in het voorjaar van 2000. Het verscheen eerder in de biografie van Cees de Jong die in kleine kring werd verspreid als familiedocument. De tekst luidt als volgt:
Cees de Jong heeft zich gedurende vele jaren dienstbaar gemaakt aan de publieke zaak. De aanzet daartoe manifesteerde zich al tijdens de bezetting toen hij in Bloemendaal actief optrad in het verzet, waarbij zijn talent vooral lag in de organisatie van de illegaliteit. Het waren De Jong en de zijnen die in de donkere oorlogsjaren de hoop op terugkeer van de vrijheid levend hielden. Na de bevrijding heeft De Jong dan ook met recht het Verzetsherdenkingskruis ontvangen en later werd hij onder andere benoemd tot erelid van de Bond van Oud-illegale Werkers. In het bestuur van de Stichting “Erebegraafplaats te Bloemendaal” wist hij, zo is mij verzekerd, op een bescheiden manier aan zijn functie inhoud te geven. Door zijn subtiel gevoel voor humor kreeg hij bij diverse instanties meer gedaan dan redelijkerwijs kon worden verwacht. Het is goed dat een biografie wordt gewijd aan Cees de Jong, een man met het hart op de juiste plaats.
Bernhard
Prins der Nederlanden

## E-book, luisterboek, verfilming
Verzet in Bloemendaal is ook verschenen als e-book en luisterboek. Het luisterboek werd ingesproken door acteur Gijs Scholten van Aschat. Tevens is er een film in de maak, waarvoor het script is geschreven door scenarist Chiem van Houweninge.